# TATTOO (12012の曲)
「TATTOO」（タトゥー）は、日本のロックバンド、12012の9枚目のシングルである。2010年2月24日発売。発売元はNAYUTAWAVE RECORDS。

## 概要
通常盤、DVD付きの初回限定盤A、ボーナストラック入りの初回限定盤Bの3種がリリースされた。初回限定盤AのDVDには「TATTOO」のビデオクリップを収録、初回限定盤Bには3曲目に新曲「Heavenly」が収録された。
シングルの発売を記念して、2010年2月25日に東京「渋谷WOMB」でレコ発ライブ「MEANING OF TATTOO」を開催。さらに同年4月に「ESAKA MUSE」での2DAYSを含む東名阪ツアー「TATTOO -the name of decision-」を開催した。
2010年7月14日発売のオリジナルアルバム『SEVEN』に収録された。

## 収録曲

### 通常盤
1. TATTOO (4:09)
作詞：宮脇渉／作曲：塩谷朋之
2. Silhouette (4:41)
作詞：宮脇渉／作曲：酒井洋明
3. TATTOO (Instrumental) (4:04)

### 初回限定盤A
1. TATTOO (4:09)
2. Silhouette (4:41)
3. TATTOO - Music Clip (DVD)

### 初回限定盤B
1. TATTOO (4:09)
2. Silhouette (4:41)
3. Heavenly (3:13)
作詞：宮脇渉／作曲：酒井洋明

## タイアップ
- 「TATTOO」- テレビ埼玉『MUSI☆MANIA』2010年2月度オープニングテーマ